# Epiphragma (Epiphragma) oreonympha
Epiphragma (Epiphragma) oreonympha is een tweevleugelige uit de familie steltmuggen (Limoniidae). De soort komt voor in het Neotropisch gebied.